# مقتدر یونانی
مقتدر یونانی (به انگلیسی: The Greek Tycoon) یک فیلم سینمایی درام آمریکایی محصول سال ۱۹۷۸ از نوع رمان کلیددار به کارگردانی جی. لی تامپسون است. این فیلم براساس ارسطو اوناسیس و رابطه او با ژاکلین کندی اوناسیس ساخته شده است. 

## داستان
فیلم بر روی زندگی و ازدواج یک یونانی سالخورده به نام "تئو توماسیس"، که از پیشینه ای روستایی تا تبدیل شدن به یک غول نفتی و انتخاب شدن به عنوان رئیس جمهور یونان، تمرکز می کند...

## بازیگران
- آنتونی کوئین در نقش تئو توماس (ارسطو اوناسیس)
- جکلین بیسیت در نقش لیز کاسیدی (ژاکلین "جکی" بویه ، کندی اوناسیس)
- جیمز فرنسیسکس در نقش جیمز کاسیدی (جان اف کندی)
- ادوارد آلبر در نقش نیکو توماسیس (الکساندر اس. اوناسیس)
- کامیلا اسپارو در نقش سیمی توماسیس (آتینا نیارکوس ، اوناسیس اسپنسر-چرچیل لیوانوس)
- ماریلو تولو در نقش (ماریا کالاس)
- چارلز دارنینگ به عنوان مایکل راسل
- لوچانا پالوتزی به عنوان پائولا اسکاتی
- رولاند کالور در نقش رابرت کیت ( وینستون چرچیل )
- رابین کلارک در نقش جان کاسیدی (رابرت "بابی" اف. کندی) [۲]
- جسیکا دابلین
- ویکی میشل